# Rebelia nad Red River
Rebelia nad Red River – nazwa wydarzeń, które nastąpiły w 1869 r. w związku z przyłączeniem Terytoriów Północno-Zachodnich do Kanady.

Jedynym skolonizowanym obszarem olbrzymiego terytorium były osiedla nad rzeką Red River (fr. Rivière Rouge) w Manitobie. Zespół osiedli głównie rolniczych skupiał się wokół Fortu Garry (dzisiejszy Winnipeg). Pierwotnymi osiedleńcami była mieszanka frankofońskich i szkockich osiedleńców (zobacz koncesja Selkirka). Z czasem, wobec mieszania się z ludnością indiańską, powstało tam największe w Kanadzie skupisko ludności mieszanej – Metysów. 

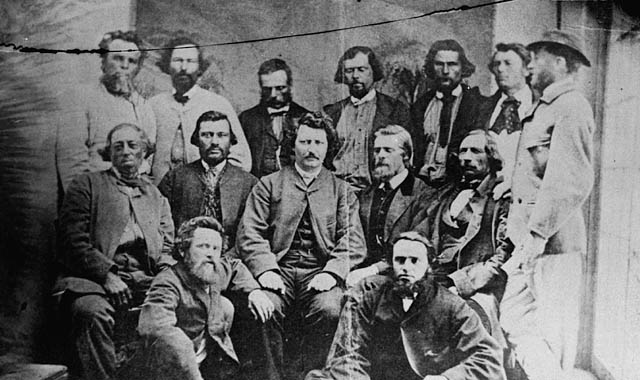
Metyski rząd tymczasowy

Przyłączenie tych obszarów do Kanady zaniepokoiło ich mieszkańców. Powodów było kilka. Po pierwsze francuskojęzyczna i katolicka ludność obawiała się dominacji protestanckiej i anglojęzycznej większości w Kanadzie. Innym powodem był fakt, że ziemie zajmowane przez część kolonistów, głównie metysów, nigdy nie zostały im oficjalnie nadane. Już w lecie w kolonii pojawili się kanadyjscy geodeci rozpoczynając pomiary i wytyczając granice działek. System podziału ziemi proponowany przez urzędników kanadyjskich (kwadratowe działki) nie spotkał się z przychylnym przyjęciem Metysów, którzy woleli stary i sprawdzony system wąskich i długich działek, z których każda miała dostęp do rzeki. 11 października grupa Metysów pod wodzą Louisa Riel zatrzymała mierniczych. Był to pierwszy akt oporu miejscowej ludności. Wkrótce sprawy poszły znacznie dalej. 16 października Riel został wybrany sekretarzem Komitetu Narodowego – National Committee, podczas gdy jego towarzysz John Bruce – prezydentem republiki. William McDougall, mianowany pierwszym gubernatorem porucznikiem Terytoriów Północno-Zachodnich, których częścią była Manitoba, wyruszył z Ottawy by objąć swój urząd. Gubernator, któremu towarzyszył oddział policji, został zatrzymany przez milicję Metysów i niedopuszczony do Fortu Garry. Z uczuciem poniżenia powrócił do Ottawy, pozostając zaciekłym przeciwnikiem jakichkolwiek koncesji na rzecz rebeliantów.
10 grudnia po ustąpieniu Bruce ze stanowiska prezydenta samozwańczej republiki, Riel objął tę funkcję, skupiając w swych rękach całą władzę. Przed końcem roku 1869 rebelianci spisali swą pierwsza listę żądań List of Rights, która miała być podstawą negocjacji z rządem Kanady. Głównym ich żądaniem było utworzenie oddzielnego terytorium, z własnym samorządem, odpowiedzialnego wyłącznie przed królową Anglii. Z czasem lista ta się wydłużyła, a żądania stawały się coraz bardziej stanowcze.
W 1870 rząd federalny wysłał do Manitoby negocjatorów w osobach Jean-Baptiste Thibault i Charles de Salaberry. Ich misją miało być przedstawienie stanowiska rządu, lecz nie posiadali legitymacji na prowadzenie rzeczywistych negocjacji. Misja skończyła się fiaskiem. Obaj negocjatorzy zostali umieszczeni jako zakładnicy w areszcie domowym, pod opieką biskupa diecezji St. Boniface.
Na wieść o niepowodzeniu misji, premier Kanady John Macdonald poprosił Kompanię Zatoki Hudsona o pomoc w mediacji. Kompania wydelegowała swego przedstawiciela, dobrze znanego rebeliantom Donalda Smitha. Misja jego zakończyła się połowicznym sukcesem. Jej wynikiem było sporządzenie drugiej wersji listy żądań i oddelegowanie negocjatorów do Ottawy.

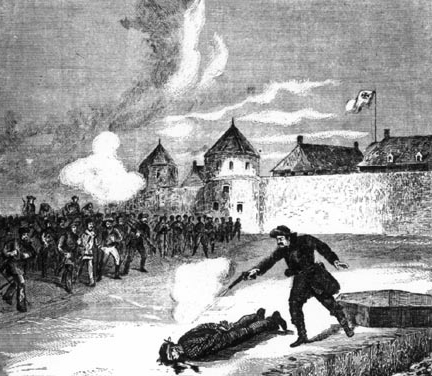
Egzekucja w której zginął Thomas Scott

W okresie zimy 1869–1870 rebelia weszła w swą najtragiczniejszą fazę, która także była jej punktem zwrotnym. Odegrał w niej rolę John Cristian Schulz, miejscowy przedsiębiorca. Nie jest jasne, czy działał on z własnych pobudek, czy jako rządowy agent. W początkach grudnia 1869 wraz z grupą ludzi, zabarykadował się w magazynach żywnościowych, by jak to określił, ochronić przed rabunkiem rządowe zapasy żywności. Po krótkim oblężeniu, 7 grudnia wszyscy ludzie Schulza – 45 mężczyzn i 3 kobiety, zostało ujętych i uwięzionych. 23 stycznia Schulzowi udało się zbiec z więzienia. W okolicznych parafiach szkockich zdołał zorganizować oddział zbrojny. Grupa dowodzona przez majora Boultona wyruszyła w stronę Fortu, by uwolnić resztę więźniów. Po drodze ujęli samotnego Metysa Norberta Parisena. Kolejnego dnia w czasie próby ucieczki zabił on jednego ze szkockich milicjantów Hougha Sutherlanda, po czym sam został śmiertelnie ranny. W międzyczasie Riel nakazał uwolnienie wcześniej uwięzionych ludzi Schulza. Boulton, uznając, ze jego misja została spełniona rozwiązał swój oddział. Schulz początkowo zamierzał pozostać w Manitobie, lecz gdy otrzymał informacje, że jest poszukiwany przez Metysów, zdołał zbiec do Ontario. Mniej szczęścia miał jeden z jego towarzyszy Thomas Scott. Ujęty przez Metysów, został na rozkaz Riela, postawiony przed doraźnym sądem i skazany za zdradę na śmierć przez rozstrzelanie. Wyrok wykonano 4 marca. Scott był trzecią znana, a zarazem ostatnią śmiertelną ofiarą rebelii.
Dokonując sądowego zabójstwa Scotta, Riel się przeliczył. Thomas Scott, oranżysta z Ontario, osoba niezbyt sympatyczna, z dnia na dzień stał się sławny, jako męczennik sprawy lojalnych Kanadyjczyków. Sprawa jego zabójstwa okazała się dewastująca dla prestiżu Riela. Rząd kanadyjski deklarował gotowość negocjacji i faktycznie je w tym czasie prowadził, lecz w zaistniałej sytuacji poczuł się zobowiązany do zaprowadzenia porządku w kolonii w celu zapobieżenia podobnym ekscesom. Do Manitoby został wysłany 1200 osobowy oddział pacyfikacyjny dowodzony przez pułkownika Garneta Wolsey. Po 96 dniach dramatycznego marszu przez pustkowia oddział dotarł do Fortu Garry. Wosley zastał go opuszczonym. Na kuchennym stole znaleziono jeszcze ciepłe, niedokończone śniadanie Louisa Riela, który obserwował krzątających się żołnierzy z grzbietu swego konia, ze skraju pobliskiego lasu. Riel opuścił kolonię i udał się na wygnanie do USA, gdzie spędził kolejne lata. Porządek został przywrócony.

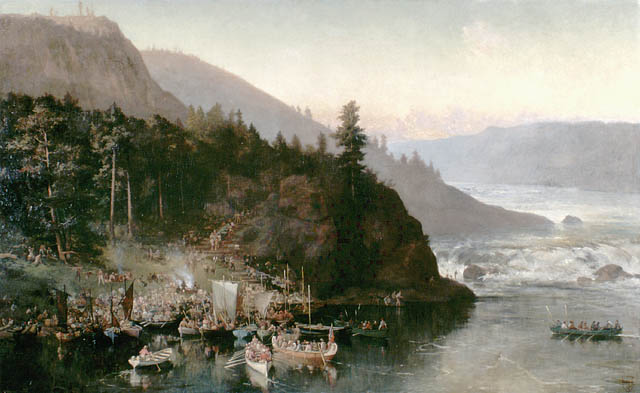
Ekspedycja Red River przy Wodospadach Kakabeka, autorstwa Frances Anne Hopkins, 1877.

W tym samym czasie, w końcu marca 1870 czterdziestoosobowa delegacja Metysów, z już trzecią wersją listy żądań przybyła do Ottawy. Rozszerzona lista zawierała kolejne postulaty, między innymi by Manitoba została przyłączona do Kanady na prawach prowincji, a nie jak przedtem żądano na prawach terytorium. Domagano się także by przyszły gubernator porucznik posługiwał się obydwoma oficjalnymi językami angielskim i francuskim. Pierwsza runda negocjacji, aczkolwiek zbliżała stanowiska, nie zakończyła się sukcesem.
Rebelia została stłumiona, a negocjacje utknęły w martwym punkcie. Premier Macdonald był skłonny uznać sprawę za zamkniętą. Problem jednak trwał nadal. Rebelia nabrała olbrzymiego rozgłosu, wywołując wielkie emocje. Społeczeństwo kanadyjskie podzieliło się na zwolenników Metysów i ich przeciwników. Do zwolenników należeli katoliccy frankofonii z Quebecu, do jej przeciwników Ontaryjscy protestanci. Młode państwo nie mogło sobie pozwolić na narodowo-religijny konflikt. W szczególności nie mógł do niego dopuścić George-Étienne Cartier, prawa ręka Johna Macdonald. Znalazł się on między młotem anglosaskiej większości w Ottawie a kowadłem swego elektoratu w Quebecu. Ostatecznie pod jego naciskiem zdecydowano się powrócić do negocjacji.
W Manitobie przygotowano zaś czwartą i ostateczną listę postulatów, tym razem zredagowaną przez biskupa Alexandre-Antonina Tache. Ta wersja, zapewniająca Kościołowi katolickiemu i społeczności frankofońskiej rozszerzone prawa, była wzorowana na konstytucji Quebecu. Na dalsze negocjacje do Ottawy zabrali ją John Black, Joseph-Noël Ritchot i Alfred Scott. Po przybyciu do Ottawy, dwóch przyszłych negocjatorów zostało aresztowanych (zatrzymano ich w pałacu Biskupa Ottawy), po prywatnym oskarżeniu ich przez Hugh Scotta, brata zgładzonego Thomasa, w związku z ich domniemanym udziale w tym zabójstwie sądowym. Po krótkiej rozprawie oddalono oskarżenia wobec Blacka i Ritchota i przystąpiono do negocjacji. Rozpoczęły się one 25 kwietnia, a zakończyły 2 maja 1870.

Członkowie delegacji zostali tak wybrani, by reprezentowała ona trzy główne grupy ludności zamieszkujące kolonię. Ritchot był rzecznikiem Metysów, Black mieszkańców anglosaskich, a Scott mieszkańców pochodzących z USA. W czasie negocjacji Scott, nie reprezentujący większej siły, był na ogół ignorowany. Black już na początku zadeklarował swe poparcie propozycjom rządowym. 

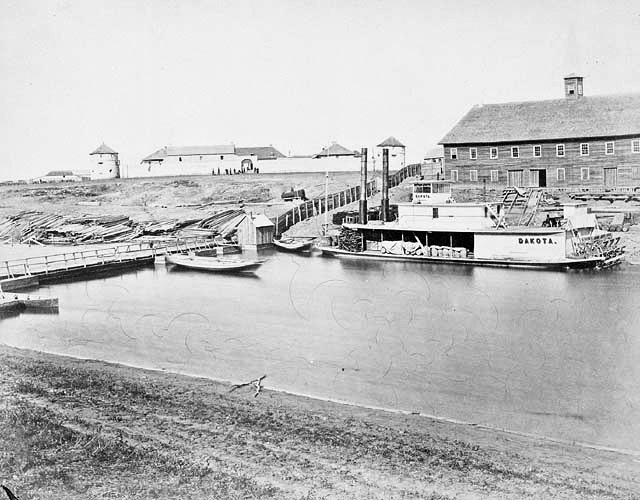
Fort Garry około 1872

Jedynie Ritchot był twardym negocjatorem. W szczególności obstawał przy żądaniu przyznania amnestii wszystkim rebeliantom. Ritchot domagał się także gwarancji, że porozumienie zostanie dotrzymane, których nigdy nie otrzymał. Gubernator generalny Kanady John Young dał mu ustne zapewnienie, zaręczając je słowem honoru, a przedstawiciele rządu premier Kanady John Macdonald i jego bliski współpracownik George-Étienne Cartier, zaledwie bardzo ogólną notkę. Po powrocie negocjatorów z Ottawy, napięcie w kolonii utrzymywała się jeszcze przez półtora miesiąca, kiedy to ostatecznie porozumienie zostało ratyfikowane. Jedynym odstępstwem od porozumienia był brak amnestii dla rebeliantów. Nie miało to jednak faktycznego znaczenia, gdyż rząd nie miał zamiaru ani możliwości ścigać rebeliantów.
Większość żądań Metysów została uwzględnionych w Ustawie o Manitobie uchwalonej przez Parlament Kanady 12 maja. Ustawa weszła w życie otrzymując królewski patent 15 lipca.